# Ray Mears
Raymond “Ray” Mears (n. 7 februarie 1964) este un autor și prezentator de televiziune de origine britanică. Cărțile scrise de către Ray Mears sunt cu subiect legat de supraviețiure și viața în sălbăticie.

## Biografie
A crescut în partea de sud a Angliei, în zona deluroasă numită North Downs unde va descoperi abundența vieții din mediul înconjurător. La o vârstă fragedă a învățat cum să ia urma vulpilor. Ca și copil și-a dorit să petreacă timp în natură, nepermițându-și echipamentul de camping necesar a recurs la ceea ce a putut găsi în natură de jur împrejurul lui.
Entuziasmul lui pentru acest subiect, precum și cunoștințele de supraviețuire, cum să utilizeze plantele, copacii, precum și alte materiale naturale care se pot găsi în mlaștini, păduri sau deșert, l-au făcut un îndrăgit personaj al emisiunilor TV cu specific precum și în rândul diverselor generații de iubitori de natură.
Pentru a-și putea completa seriile TV pe care le-a lansat a făcut foarte multe călătorii în întreaga lume pentru a prezenta, experimenta și se arată întotdeauna deschis în a învăța noi tehnici de supraviețuire de la indigenii, aborigenii pe care îi întâlnește pe parcursul călătoriilor.
Cunoștințele lui legate de viața în natură, abilitatea lui de a-i învăța pe alții cum să-și găsească de mâncare, în locuri în care mulți ar considera contrariul, cum să-și construiască adăposturi temporare, cum să facă focul, capcane pentru prins animale precum și canoe din materiale naturale, a adus progamului său TV un larg public spectator.
În mod particular este interesat de supraviețuirea unor grupuri de oameni (evadați din lagăre), pentru perioade îndelungate, în timpul Războiului Mondial (Telemark-ul norvegian, frații Bielski din Belarus).
În anul 1983 Mears fondează compania Woodlore care are ca obiect de activitate cursuri de supraviețuire precum și vânzarea de echipament.

## Programe TV
Seriale
- Ray Mears Bushcraft Survival Series 1 & 2
- Ray Mears Extreme Survival 1, 2, 3
- Ray Mears Goes Walkabout
- Ray Mears Northern Wilderness
- Ray Mears Wild Food 1-5
- Survival with Ray Mears

Apariții ca și invitat
- Blue Peter

## Cărți
- The Survival Handbook (1990)
- The Outdoor Survival Handbook (1992)
- Ray Mears' World of Survival (1997)
- Bushcraft (2002)
- Essential Bushcraft (2003)
- The Real Heroes of Telemark: The True Story of the Secret Mission to Stop Hitler's Atomic Bomb (2003)
- Ray Mears' Bushcraft Survival (2005)
- Wild Food by Ray Mears & Professor Gordon Hillman (2007)
- Ray Mears Goes Walkabout (2008)
- Vanishing World - A Life of Bushcraft (2008)
- Northern Wilderness (2009)